# المدينة الصناعية (فلم)
المدينة الصناعية (بالإنجليزية: Fabricated City) هو فيلم أكشن وتشويق كوري جنوبي صدر سنة 2017، من إخراج بارك هوانغ هيون، وبطولة كل من جي تشانغ ووك، وشيم أون كيونغ، وأهن جاي هونغ. تم إصدار الفيلم في كوريا الجنوبية بتاريخ 09 فبراير 2017.

## القصة
كون يو (جي تشانج ووك) شاب عاطل بالحياة الواقعية ولكنه قائد عظيم بلعبة حاسوب قتالية يتم توريطه بقضية قتل فيحاول بشتى الطرق كشف الحقيقة بمساعده المقرصنة المحترفة يو وول (شيم أون كيونج).

## طاقم التمثيل

### الأدوار الرئيسية
- جي تشانغ ووك في دور كوون يو.[5]
- شيم أون كيونغ بدور يو صوف.[6]
- آهن جاي هونغ بدور ديموليشن.[7]

### أدوار ثانوية
- يا جونغ سي بدور مين تشون سانج.
- كيم سانغ هو بدور ما دووك سو.
- كيم مين كيو بدور داوشي يونغ.
- تشوي غوي هوا بدور مديرة السجن.
- جيوم كوانغ سان بدور اليد اليمنى لما دووك سو.
- كيم سول غي بدور يون باي.

## الإستقبال النقدي
حصل الفيلم على تقييم 67% على موقع الطماطم الفاسدة مع متوسط تقييم 6/10، بناءً على 146 مراجعة.	نص الصفحة.

## وصلات خارجية
- المدينة الصناعية على موقع IMDb (الإنجليزية)
- المدينة الصناعية على موقع ميتاكريتيك (الإنجليزية)
- المدينة الصناعية على موقع روتن توميتوز (الإنجليزية)
- المدينة الصناعية على موقع ألو سيني (الفرنسية)
- المدينة الصناعية على موقع أول موفي (الإنجليزية)
- المدينة الصناعية على موقع بوكس أوفيس موجو (الإنجليزية)
- المدينة الصناعية على موقع فيلمافينيتي (الإسبانية)
- المدينة الصناعية على موقع قاعدة بيانات الفيلم (الإنجليزية)
- المدينة الصناعية على موقع ليتربوكسد (الإنجليزية)
- المدينة الصناعية على موقع كينوبويسك (الروسية)

لا توجد روابط لمواقع التواصل الاجتماعي.